# حمض بولي أكريليك
حمض بولي أكريليك أو كما يعرف بالاسم الشائع كاربومير هو بوليمر حمض الأكريليك.

## الأسماء المرادفة
Acritamer acrilic acid polymer : carbopal : carboxy vinyl polymer

## التسمية الكيميائية و مواصفات كيميائية مساعدة
carboxy polymethylene

## الاستخدام الصيدلاني
عامل مستحلب ، عامل معلق ، رابط في المضغوطات ، رافع للزوجة .
تُستخدم مركبات كاربومير بشكل أساسي في الأشكال الصيدلانية السائلة أو النصف صلبة كعامل معلق أو كعامل رافعه للزوجة في الأشكال من مثل الكريمات و الهلامات و المراهم و قد تًستخدم في الأشكال العينية أو الشرجية و موضعية التطبيق .
و مركبات الكاربومير ذات المحتوى المنخفض من البنزن المتبقي في المادة مثل كاربومير937P و 974P قد تُستخدم بالإضافة إلى ذلك في الأشكال الفموية من مثل المعلقات و المضغوطات ذات زمن التحرر الطويل sustaineed released tablets .
و في محضرات المضغوطات يُستخدم الكاربومير كعامل رابط سواء في عمليات الضغط المباشر أو في العمليات التي يسبقها التخثير الرطب ، و في عملية التخثير هذه يُستخدم الماء كسائل مخثر .
كما و تُستخدم مركبات الكاربومير كعامل مستحلب في تحضير المستحلبات من نمط ز/م التي تخصص للاستخدام الخارجي . و لهذا الغرض يعدل الكاربومير جزئياً بهيدروكسيد الصوديوم كما يُعدّل جزئياً بأمين طويل السلسلة من مثل ستريل أمين stearylamine.

## التأثير على صحة الجسم
تُستخدم هذه المادة بشكل واسع في المحضرات غير الزرقية خصوصاً السوائل الموضعية التطبيق و الأشكال نصف الصلبة و قد تُستخدم بعض أنواعها في المحضرات الفموية .
و دراسات السمية الفموية الدقيقة التي أجريت على الكلاب أشارت إلى أن الكاربومير934P يمتلك سمية فموية ضعيفة حيث أن جرعات بحدود 8 غ/كغ أعطيت لها دون أن تُلاحظ حوادث وفاة .
و تعتبرها المادة عموماً غير سامة و غير مخرشة و لا توجد أي إشارات إلى حدوث أي آثار تحسسية لدى استخدامها موضعياً و لدى الإنسان الجرعات الفموية بحدود 1-3 غ منه استخدمت كملين .

## سلامة الاستعمال
تختلف الاحتياطات المتبعة أثناء التعامل مع المادة باختلاف الكمية و الظروف المحيطة. و يجب خفض كمية الغبار المثارة نظراً لمخاطر التعرض له حيث أن غبار الكاربومير مخرش للأعين و الأغشية المخاطية و المجاري التنفسية . و يصعب إزالة غبار الكاربومير لدى تماسه مع العين بالماء فقط نظراً لوجود الفيلم الجيلاتيني الذي تشكله هذه المادة و لذا يُستخدم المحلول الملحي لهذا الغرض و يُنصح عموماً بحماية الأعين و ارتداء القفازات و حماية الأعين و استعمال القناع الواقي من الغبار .

## التنافرات
يتغير لونه بوجود الريزوسينول و يتنافر مع الحموض القوية و الفينول و بوليمرات كاتيونيك .